# 任辅臣
任辅臣（1884年4月28日—1918年11月29日），字佐卿，奉天府铁岭县镇西堡乡河夹心村人。清末民初共产主义革命家，中国第一位布尔什维克。在俄国内战戰死。

## 早年
出生于奉天府铁岭县镇西堡乡河夹心村的农民家庭。因为家贫，曾断断续续地读了5年私塾。12岁考入铁岭银冈书院。1899年，根据《中俄密约》，沙俄开始修筑经过铁岭的东清铁路支线，在银州城内招收雇员。任辅臣应招做了一名录事，以缓解经济困难。1901年辞去现有工作，考取官费奉天警员教练所。1902年，18岁的任辅臣从警校毕业，分配在铁岭县城警察署工作。1903年春与张含光结婚。
1907年，经瓦夏的介绍，任辅臣来到哈尔滨东清铁路（中东铁路）护路军司令部主办的俄国军官学堂任汉语教习。1908年，秘密参加布尔什维克党领导的俄国社会民主工党哈尔滨工人团，开始从事革命活动。东清铁路沙俄当局很快察觉了任辅臣的革命活动，于是暗中买通土匪，趁洗澡之时隐藏在门后开黑枪。任辅臣胸部中弹，右手掌被射穿。他立即用左手还击，土匪落荒而逃。后来沙俄当局还企图趁他在铁路医院养伤之际继续加以迫害。在紧急情况下，布尔什维克党组织救援活动。在他们掩护下，妻子张含光连夜赶制了一件白大褂，买了大口罩，化装成护士，第二天中午趁俄国护士吃饭之机，背起丈夫混出了医院，脱离虎口，在铁路工人掩护下秘密逃到齐齐哈尔。1911年，在布尔什维克巴库委员会的指派下，任辅臣通过原警员教练所老同学的推荐，出任黑龙江省警察总署巡逻队长:230。
任辅臣到俄国后一直与布尔什维克党保持单线联系。联系人乌斯钦科恰好是任辅臣家庭女教师的丈夫，但他很少与任辅臣直接联系，党的指示和任辅臣的工作汇报大都由女家庭教师来传递。任辅臣还与地下党人帕夫洛夫保持非常紧密的联系:233。经其介绍，于1918年加入俄国共产党（布尔什维克）。

## 赴俄务工
第一次世界大戰期間起英、法、俄等協約國在中華民國招募後勤工人，是為中國勞工旅。1914年任辅臣接受了布尔什维克党的任务，以中国外交署官员、华工总办的双重公开身份，率两千名一战华工来到俄国乌拉尔地区彼爾姆省的阿拉巴耶夫斯克矿区。1915年后，张含光带着3个未成年的孩子也去了俄国。1917年8月中華民國北京政府通過《對德宣戰案》正式參與第一次世界大戰。
初期，一战华工们在俄国每日从事繁重的劳动，却不得温饱，再加上劳动条件差，不少人因此生了病。任辅臣日以继夜为华工事务操劳。他与俄国政府及工厂主交涉改善华工的生活待遇，检査招工合同履行情况，参与有关华工的诉讼案件的审理与交涉。除了日常华工事务之外，他还组织华工学习、开会、向他们宣传革命道理。

## 红鹰团
1917年俄历10月25日，十月革命爆发。在布尔什维克党的领导下，他组织全矿区两千余名一战华工参加红军，编入第三军第二十九步兵师，命名为中国团，番号为二二五团，任辅臣自任团长，布尔什维克党组织派来一位红军干部任政委。

## 俄國內戰
11月下旬，任辅臣被任命为斯维尔德洛夫斯克维亚战场的临时总指挥。11月29日，任辅臣指挥全团官兵与白军苦战了一天。疲劳至极的中国团战士们宿营在军用列车上。白军分成几路偷偷地靠近维亚车站。他们在皮帽子上系一条与中国团战士同样的红色带子，骗过了中国团守站哨兵的眼睛；此外，还有一个当地富农分子，引导一波白军经过一片沼泽地，从中国团难以预料的地方包抄过来。这最终使得中国团四面受敌，处于非常危险的境地。白军用机关枪向中国团疯狂扫射，任辅臣迅速指挥全团官兵应战，奋力还击，战斗持续几个小时。因为被动应敌，寡不敌众，中国团伤亡惨重。任辅臣在车厢的通过台上被敌人用刀刺死。

## 死後
任辅臣牺牲后，苏维埃政府派专车将任辅臣夫人张含光女士及三个孩子接到莫斯科，单独住在红场附近大熊星座街的一座豪华两层楼房里，还派一个红军班担任保卫，在供应非常紧张的情况下，破例给予生活上的特殊照顾。1920年回国前，受到了列宁的亲自接见。
1989年11月2日，时任苏联驻华特命全权大使特罗杨诺夫斯基受苏联最高苏维埃主席团委托，在北京举行仪式，向任辅臣追授红旗勋章，以表彰他在俄国内战期间的特殊功勋；表彰他在乌拉尔粉碎高尔察克匪军战斗中的英勇无畏和自我牺牲精神；表彰他个人为铸造苏中两国人民之间的战斗友谊所作出的巨大贡献。
1993年，在任辅臣牺牲75周年之际，烈士的家乡辽宁省铁岭市委和市人民政府拨出专款，在龙首山烈士陵园修建了任辅臣半身铜像。

## 家庭
妻子张含光（1884-1975）出生于铁岭西关的一个泥瓦匠家庭，与任辅臣同龄，十八岁结婚。1915年带着三个未成年的孩子赴俄国。1918年张含光任“中国团”后方办事处主任。1918年11月29日在保卫维亚火车站的战斗中红鹰团全部战死，张含光推荐李子恒组织流散队伍成立了中国营，一直战斗到内战胜利。1920年5月列宁在克里姆林宫接见了张含光及其一子二女，高度评价了任辅臣和中国团的功绩，对张含光和孩子们进行了抚慰。1921年张含光带孩子回到家乡铁岭，侍奉公婆，将一子二女养育成人。1958年周恩来总理得知任辅臣的遗孀张含光就住在北京，对国务院办公厅主任童小鹏说:“任辅臣同志早在十月革命时就为无产阶级的革命事业献出了生命，他是我们的先烈，他的革命事迹是我们国家的光荣”，安排童小鹏与张含光及其子女取得联系，让她们把任辅臣和她们自己参加十月革命的事迹写成材料报送给周，并提出给张含光终生奉养生活待遇。张含光回复“谢谢总理关心，我们生活在新中国大家庭里很高兴!我的子女都在为人民政府工作，我没有任何需求，我对一切都很满意。”1974年总理办公厅主任吴庆彤和中央统战部部长童小鹏派人到家探望病中的张含光。1975年3月，张含光病重，毛、周指示“全力抢救、高干待遇、终生奉养”，国务院派人前来探望并送入北京医院特护。
- 长女任玉珊
- 儿子任栋梁 儿媳宋奉勤
  - 长孙女任璟玮
  - 二孙女任玲玮（赵一玮）
  - 长孙任光伟
  - 二孙任正伟
  - 三孙任中伟
  - 四孙任公伟
  - 五孙任平伟
- 小女任玉珍（任琳琳）

## 延伸阅读
- . 中国军网. 2017-11-20  [2019-12-21]. （原始内容存档于2019-12-21）.
- . 铁岭党史网. 2012-06-27  [2019-12-21]. （原始内容存档于2018-03-18）.
- . . 中文马克思主义文库.   [2019-12-21]. （原始内容存档于2019-12-21）.